# فداء كبرا
فداء كبرا (1986 -)، ممثلة سورية - فلسطينية.

## عن حياتها
هي ممثلة فلسطينية، كان دخولها مجال التمثيل عبر حصولها على فرصة للسفر إلى بيروت والمشاركة في برنامج «ذا كوميديان» على قناة المستقبل الفضائية. وتمكنت من الوصول إلى مرحلة متقدمة في البرنامج.
وحسبما ذكرت صحيفة القبس تقول فداء: «كانت ُتجرى تدريبات البرنامج على مسرح وقفت عليه نجلاء فتحي وسعاد حسني، لكننا توقفنا بسبب حرب لبنان في العام 2006». أشتهرت بعد تمثيلها في مسلسل ظل الياسمين وشاركت أيضا في التمثيل في المسلسل الشهير باب الحارة.ومثلت في مسلسل مرسوم عائلي سنة 2010

## أعمالها

### في البرامج
- ليالي شامية (2014)

### في التلفزيون
- هذا العالم (2007)
- باب الحارة (الجزء الثالث) (2008) بدور «مطيعة»
- أولاد القيمرية (2008)
- ظل الياسمين (2008) بدور «سارة»
- اسأل روحك (2008)
- مرسوم عائلي بدور «لينا سيت كوم» (2009)
- باب الحارة 4 بدور «مطيعة» (2009)
- باب الحارة 5 بدور «مطيعة» (2010)
- صبايا ج3 بدور «لينا» (2011)
- Crazy Tv بدور «ميني سيت كوم» (2011)
- رومانتيكا (2012)
- باب الحارة 6 بدور «مطيعة» (2014)
- باب الحارة 7 بدور «مطيعة» (2015)
- فتنة زمانها بدور «فوز» (2015)
- باب الحارة 8 بدور «مطيعة» (2016)
- باب الحارة 9 بدور «مطيعة» (2017)
- طوق البنات 4 بدور «ضيفة شرف» (2017)

## وصلات خارجية
- فداء كبرا على موقع قاعدة بيانات الأفلام العربية